# Леніна (Зубово-Полянський район)
Ле́ніна (рос. Ленина, ерз. Ленинань) — селище у складі Зубово-Полянського району Мордовії, Росія. Входить до складу Старобадіковського сільського поселення.
Населення — 95 осіб (2010; 121 у 2002).
Національний склад станом на 2002 рік:
- мокшани — 98 %